# Molkine
Molkine (russe : Молькин) est une localité rurale (khoutor) située dans la juridiction administrative de la ville de Goriatchi Klioutch dans le kraï de Krasnodar, lui-même situé dans l'ouest de la Russie.
1 665 habitants permanents y étaient recensés en 2023.

## Base militaire et d’entraînement de «Molkino»
Ce vaste site d'entraînement militaire, relativement proche de la mer d'Azov et de la mer Noire localement dite « polygone de Molkino » (ou de Mol'kino), est situé sur « une emprise appartenant au ministère russe de la Défense, jouxtant une base du GRU », à l'ouest du village de Molkine. Ce site est connu pour être utilisé pour la préparation de certains militaires de l'armée russe, et des militants de la république populaire de Donetsk, notamment pour la guerre contre l'Ukraine.
Plus récemment, il est apparu que ce site est aussi un lieu de formation des mercenaires du groupe Wagner, une société militaire privée (SMP) prétendument indépendante du pouvoir russe, mais considérée par un nombre croissant d'observateurs comme le nouvel outil de la stratégie géopolitique moderne russe.